# Neotoma leucodon
Neotoma leucodon är en gnagare i släktet egentliga skogsråttor som först beskrevs av Clinton Hart Merriam 1894. Populationen listades en längre tid som underart till Neotoma albigula men sedan 2001 godkänns den som art.

## Utseende
Denna gnagare har i princip samma utseende som Neotoma albigula. Neotoma leucodon listas huvudsakligen på grund av avvikande genetiska egenskaper som art. Den når en absolut längd (inklusive svans) av 283 till 400 mm. Vikten varierar mellan 135 och 283 g och hanar är tyngre än honor. Pälsen på ovansidan har allmänt en gråbrun färg med orangebrun skugga. På strupen är pälsen ljusare på grund av vita hårbottnar. Dessutom är händer och fötter på ovansidan täckt med vit päls. På svansen förekommer korta hår och den är ljusare på undersidan. Individer som lever på vulkaner är oftast mörkare.

## Utbredning och habitat
Arten förekommer i södra USA och i centrala Mexiko. Utbredningsområdet sträcker sig i norr till New Mexico, södra Colorado och sydvästra Oklahoma. Skogsråttan vistas i torra blandskogar, i buskskogar och i klippiga områden med några kaktusväxter.

## Ekologi
Neotoma leucodon bygger liksom flera andra skogsråttor bon av grenar, kvistar och andra växtdelar. Boet kan ha en diameter upp till 4 meter och en höjd av 1 meter. Arten är nattaktiv och går vanligen på marken men den kan klättra i växtlighetens låga delar. Den föredrar områden med växter av opuntiasläktet, palmliljesläktet och av släktet Prosopis. Honor kan ha en eller flera kullar från tidiga våren till sensommaren. Dräktigheten varar cirka 38 dagar och sedan föds 2 eller 3 ungar. De börjar efter ungefär 17 dagar med fast föda och efter 27 till 40 dagar slutar modern med digivning. Könsmognaden infaller efter 80 till 100 dagar.

## Status
Gnagaren jagas för köttets skull i de mexikanska delstaterna San Luis Potosí och Zacatecas. För arten är inga andra hot kända och den listas av IUCN som livskraftig (LC).